# 크레이지 커피 캣
《크레이지 커피 캣》(Crazy Coffee Cat, CCC)는 네이버 만화 완결웹툰이다. 게임해설가로 유명한 엄재경이 글을 썼고, 부인인 최경아가 그림을 그렸으며 2008년 4월 2일부터 현재까지 연재 중이다. 단행본은 6권까지 나왔으며 코리아하우스에서 출판하였다.

## 개요
종이 만화 시장의 위축으로 고민이 깊던 만화가 최경아가 엄재경의 제안으로 웹툰을 그리기로 한다. 출판 기획자의 제안으로 커피를 소재로 그리기로 한다.

## 스토리
회사 안에서 성무백, 위근형, 남선희(써니) 등 고위층 인사들이 벌이는 싸움과 고이라, 오영광, 남궁윤의 로맨스가 적당히 버무려진 웹툰. 고이라는 수많은 노력 속에서도 취업이 되지 않았으나, 장난으로 넣었던 커피회사 동남식품에서 최종면접을 보게 되자, 커피에 대한 지식이 전혀 없었지만, 커피에 대한 자신의 생각을 소신있게 밝혀서 합격하게 된다.

## 등장인물
고(양)이라
크레이지 커피 캣의 주인공이자 동남식품 마케팅실 신입사원이다. 양자리의 저돌적이고 단순한 타입을 표현하여, 항상 밝고 자신감있는 태도를 가지고 있다.
오영광과는 연인관계.
오영광
고이라와 같은 기수의 동남식품 수출부 신입사원이다. 천칭자리의 차분하고 중재자 타입을 표현하여, 미소년 이미지의 부드러운 캐릭터이다.
면접에서 만난 고양이라와 사랑에 빠져 연인으로 발전하게 되는 인물이다.
남궁윤
인기 연예인이다. 물병자리의 구속과 속박을 싫어하는 자유인 타입을 표현하여, 콧대높고 버릇없는 캐릭터이다.
작중 고양이라를 짝사랑하는 역할.